# Stadtkirche Hohenleuben

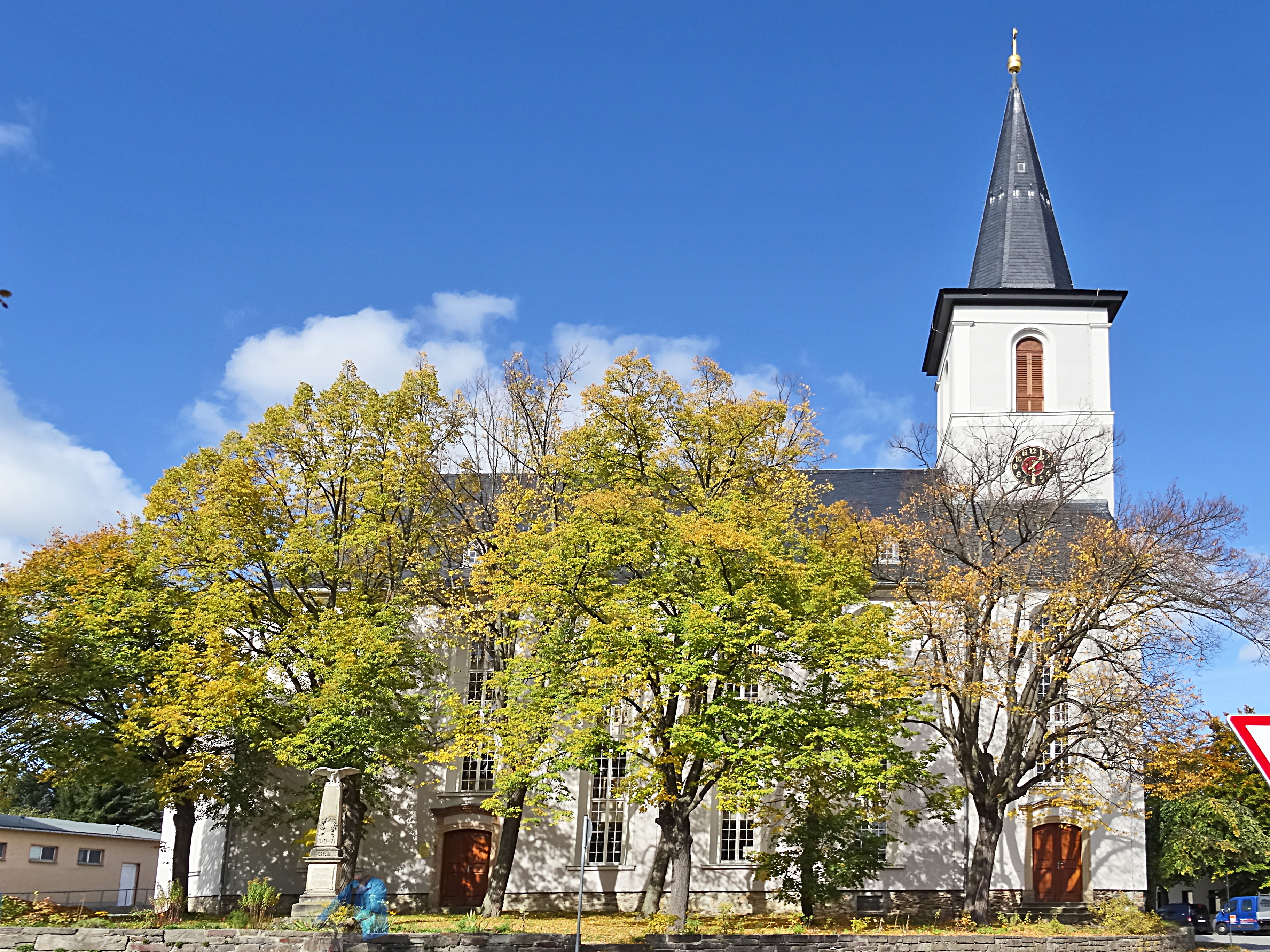
Stadtkirche Hohenleuben

Die evangelisch-lutherische Stadtkirche Hohenleuben steht in Hohenleuben im Landkreis Greiz in Thüringen. Die zugehörige Kirchengemeinde bildet mit den Gemeinden Langenwetzendorf, Naitschau, Triebes, Göhren-Döhlen und Staitz das Regionalpfarramt Langenwetzendorf-Naitschau/Triebes/Hohenleuben im Kirchenkreis Greiz der Evangelischen Kirche in Mitteldeutschland.

## Geschichte

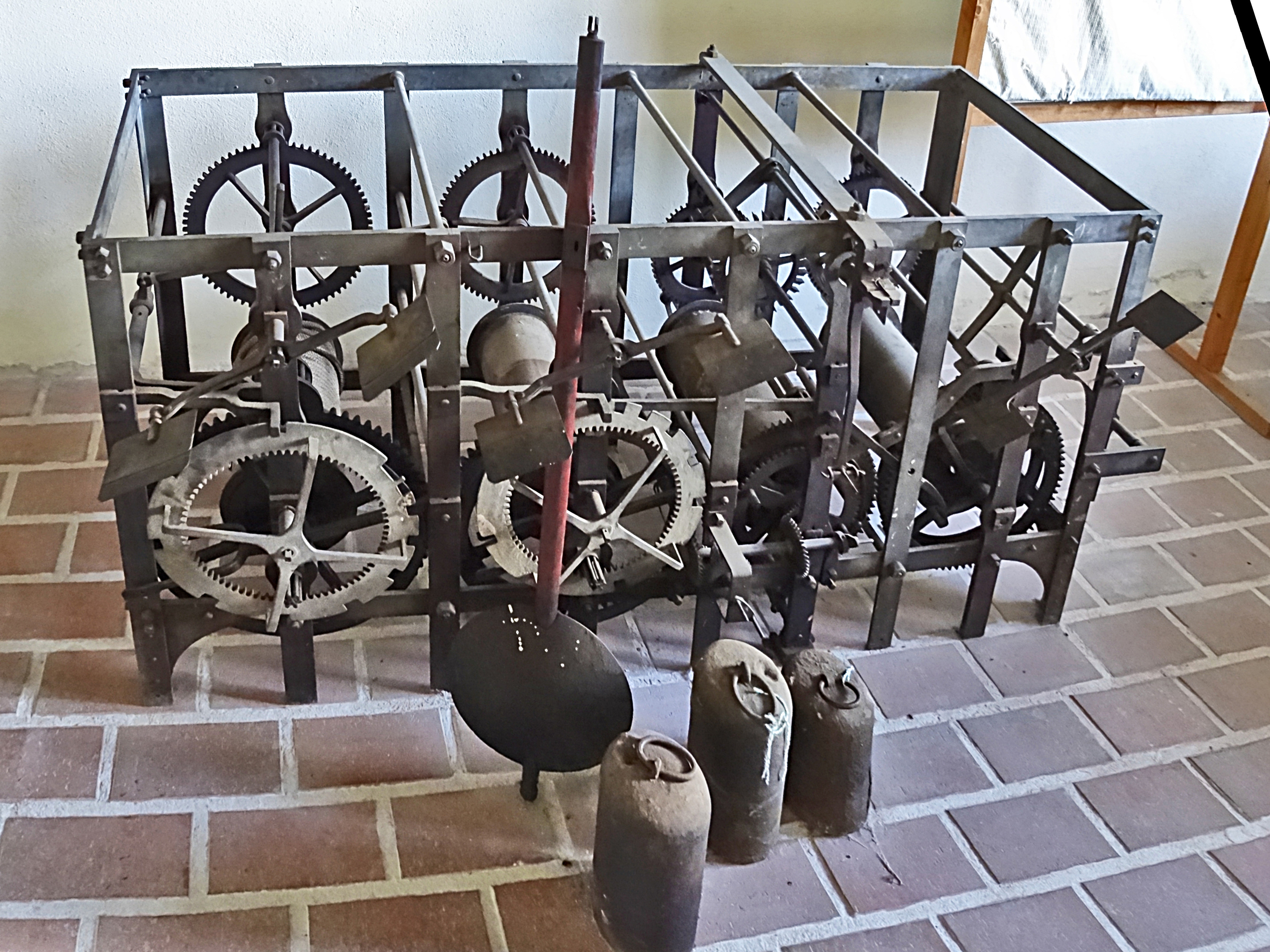
Historisches Turmuhrwerk von 1851

Als Ersatz für eine mittelalterliche Kapelle wurde 1605 die erste Kirche erbaut, die schon 1670 renovierungsbedürftig war. Der Kirchturm musste 1783 wegen Baufälligkeit abgerissen werden. Seitdem stand der Glockenturm auf dem Markt von Hohenleuben.

## Neubau
Die evangelische Stadtkirche ist ein einschiffiger klassizistischer  Kirchenbau. Sie wurde 1786 um die alte Kirche herum aufgebaut, die danach abgerissen wurde. Nach langer Unterbrechung wurde sie erst 1851 mit dem Turmbau vollendet und am 8. Februar 1852 eingeweiht.

## Renovierung

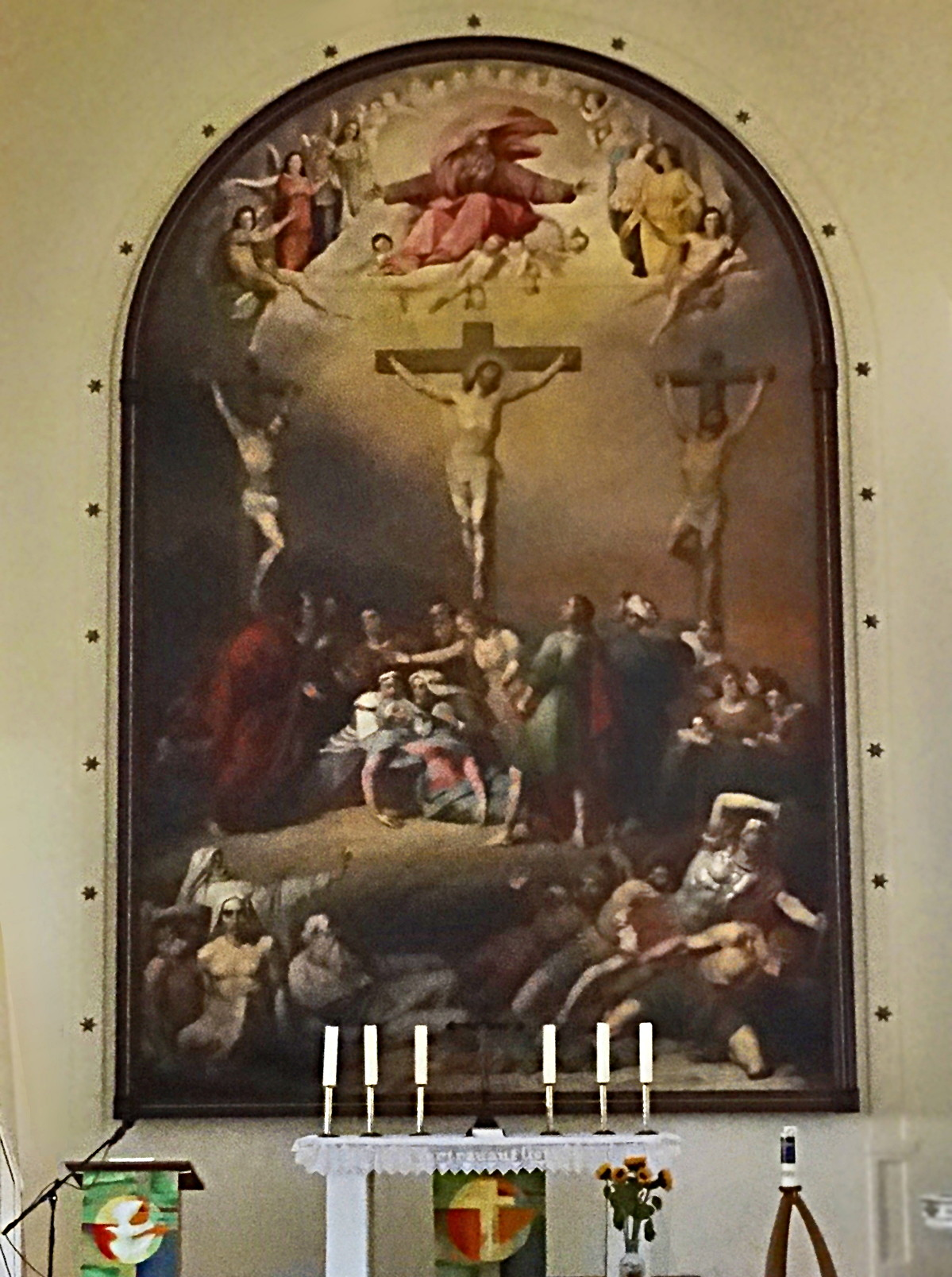
Monumentalgemälde

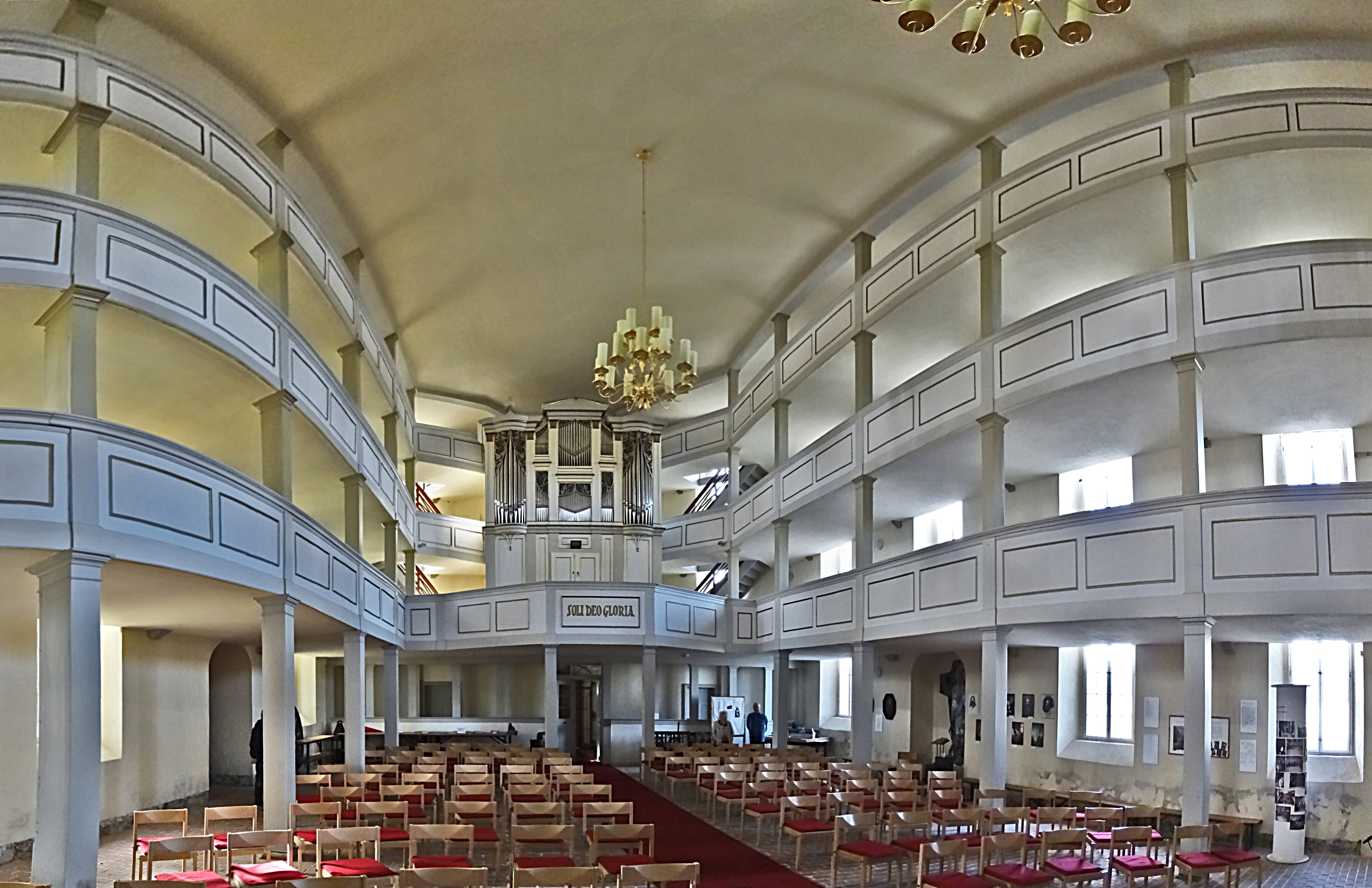
Innenansicht

Nach Sanierungen in den Jahren 1977 und einer umfangreichen Gebäudesanierung ab 1991 begann 2016 eine umfassende Außensanierung, die 2019 abgeschlossen wurde. Sie umfasste den Einbau neuer Türen und Ziffernblätter, eine Sanierung des Außenputzes, die Erneuerung von Dachkasten und Schallluken, eine Anpassung und Sanierung des Gebäudesockels sowie eine Trockenlegung des gesamten Gebäudes.

## Ausstattung
Das Altargemälde Kalvarienberg kam 1998 in die Kirche. Das Monumentalgemälde des Gothaer Hofmalers Paul Emil Jacobs hatte dieser 1844 für die dortige Augustinerkirche geschaffen. Es war seit einem Kirchenumbau 1938/39 dort nahezu in Vergessenheit geraten, bevor es wiederentdeckt und nach Hohenleuben verschenkt und bis 2007 restauriert wurde. Mit 5,20 m Breite und 8,70 m Höhe ist es das größte erhaltene Gemälde des Künstlers.

## Orgel

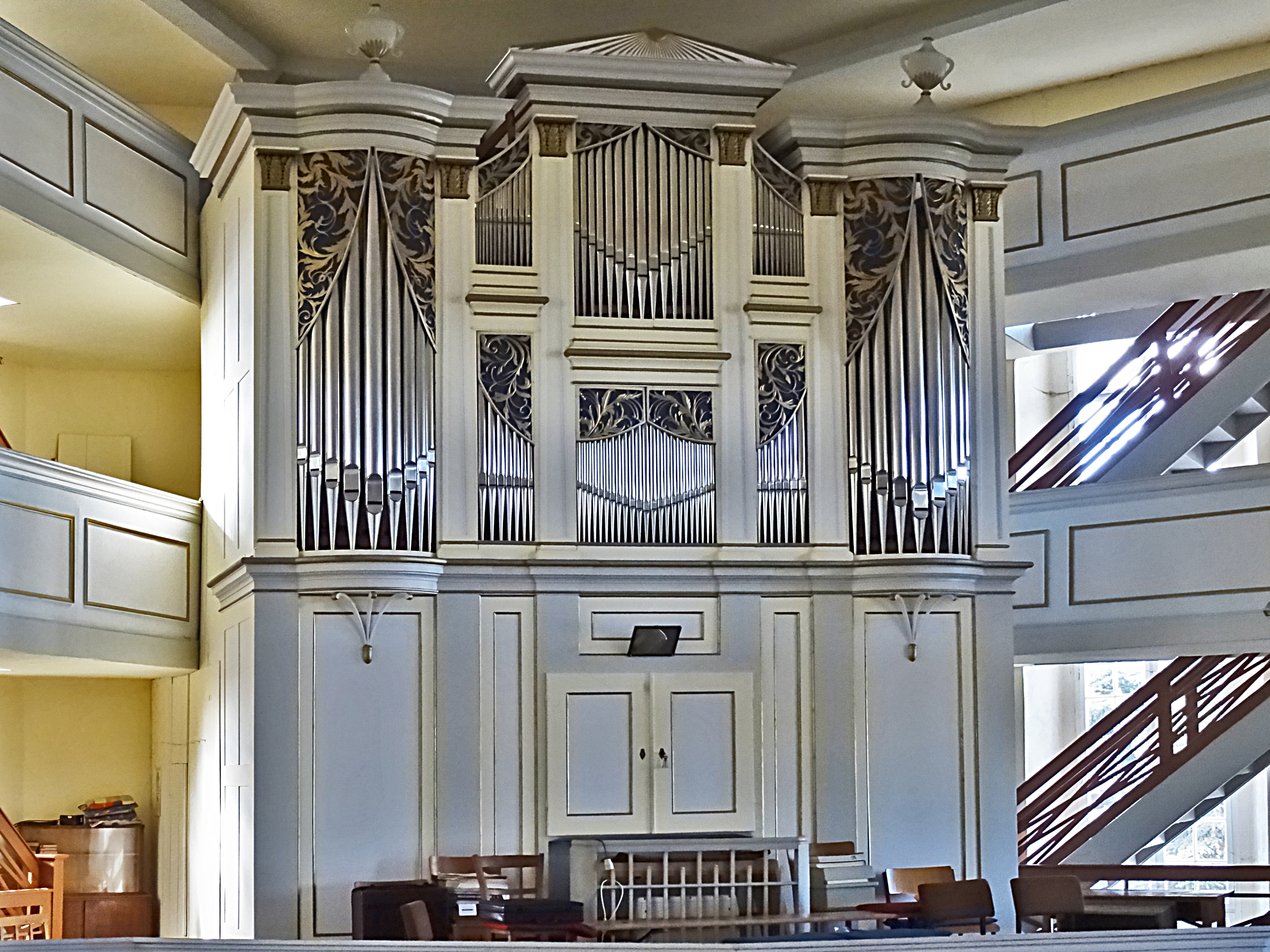
Die Opitz-Orgel

Die fast original erhaltene Orgel von 1852 stammt von Christoph Opitz aus Dobra und verfügt über Schleifladen mit mechanischer Spiel- und Registertraktur. Sie besitzt insgesamt 25 Register auf zwei Manualen sowie Pedal und wurde 2005–2008 von Orgelbau Olaf Schreiber, Zeulenroda, renoviert. Die Disposition des bis zu jenem Zeitpunkt größten und insgesamt zweitgrößten Instruments Opitz’ lautet:
| I Hauptwerk C–e3 |                  |       |
| 1.               | Bordun           | 16′   |
| 2.               | Principal        | 8′    |
| 3.               | Hohlflöte        | 8′    |
| 4.               | Viola digamba    | 8′    |
| 5.               | Gedackt          | 8′    |
| 6.               | Octave           | 4′    |
| 7.               | Kleingedackt     | 4′    |
| 8.               | Quinte           | 2 ⁄3′ |
| 9.               | Octave           | 2′    |
| 10.              | Cornett (ab c')0 | 4fach |
| 11.              | Mixtur           | 4fach |

| II Oberwerk C–e3 |                 |       |
| 12.              | Principal       | 8′    |
| 13.              | Sallicional     | 8′    |
| 14.              | Liebl. Gedackt0 | 8′    |
| 15.              | Octave          | 4′    |
| 16.              | Gemshorn        | 4′    |
| 17.              | Nassart         | 2 ⁄3′ |
| 18.              | Octave          | 2′    |
| 19.              | Sifflöte        | 1′    |
| 20.              | Mixtur          | 3fach |

| Pedal C–c1 |               |     |
| 21.        | Principalbaß0 | 16′ |
| 22.        | Violonbaß     | 16′ |
| 23.        | Principalbaß  | 8′  |
| 24.        | Violonbaß     | 8′  |
| 25.        | Posaune       | 16′ |

- Koppeln: Manualcoppel (II/I), Pedalcoppel (I/P)
- Spielhilfen: Sperrventil Hauptwerk, Sperrventil Oberwerk, Calcant

## Gruft
Unter der Kirche befindet sich die Gruft des Hauses Reuß-Köstritz. Sie wurde von Graf Heinrich XXIV. 1741 für sich und seine Familie erbaut. Bis 1850 wurden hier 23 Familienmitglieder beigesetzt.